# Villa Baragiola
La Villa Baragiola, detta anche Villa Baragiola Tedeschi o Villa  Emma è una villa in stile eclettico eretta dal nobile comasco Andrea Baragiola De Bustelli con il nome di Villa Emma in omaggio alla moglie Emma Ronzini, a Masnago presso Varese.

## Storia
La villa fu edificata da Andrea Baragiola De Bustelli, noto per la costruzione del vicino ippodromo, a partire dal 1892, su proprietà appartenenti alla famiglia Baragiola De Bustelli, trasformando i fabbricati rustici in villa padronale e i fondi agricoli in parco paesaggistico.
L’edificio presentava una pianta quadrata, con al centro il vano della scala intorno a cui si articolano vari ambienti: biblioteca, armeria, il salone d’onore, illuminato da una grande vetrata che affacciava vasto parco.
Nel corso del Novecento, la villa divenne proprietà dapprima del banchiere Giacomo Tedeschi e, successivamente, fu trasformata nel Seminario arcivescovile della città, fino al 1991. A questo momento risalgono ulteriori modifiche all’edificio come la costruzione di un sopralzo e nel 1951 venne edificato il lungo edificio rettangolare che ospitava le aule dei seminaristi.

Nel 1932 il Tedeschi fece costruire la dacia ungherese, Chalet in legno che svetta sul colle al centro del parco. Il vasto parco all’inglese, caratterizzato da rarità botaniche, berceaux, viali curvilinei e sinuosi con una lunga scalinata prospettica sul modello tardo-rinascimentale di Villa Cicogna a Bisuschio, e un lago artificiale da percorrere anche con barche, fu completamente snaturato a seguito del riadattamento a seminario. Oggi è aperto al pubblico. Notevole, al suo interno, la Sequoia gigante.

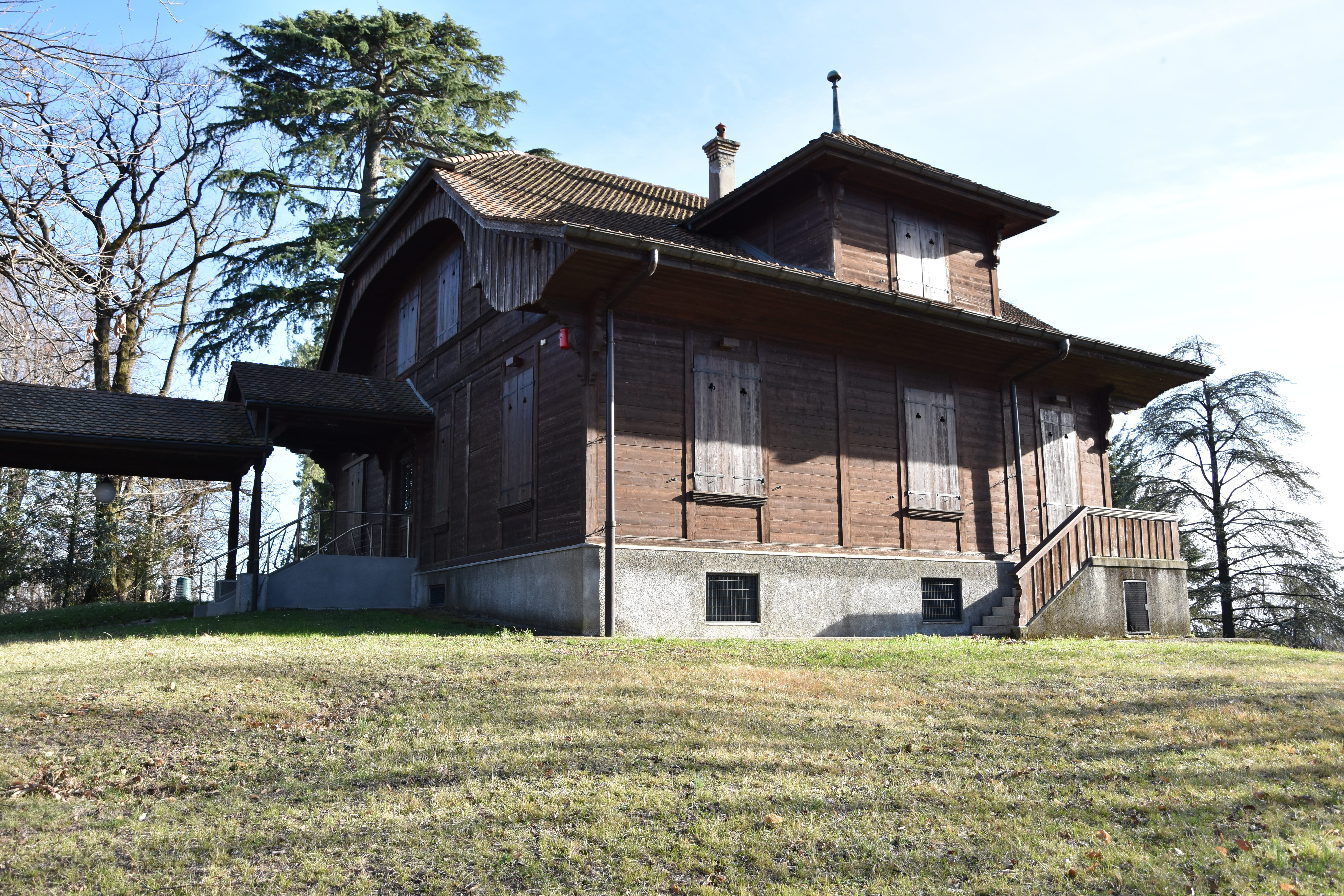
La dacia ungherese
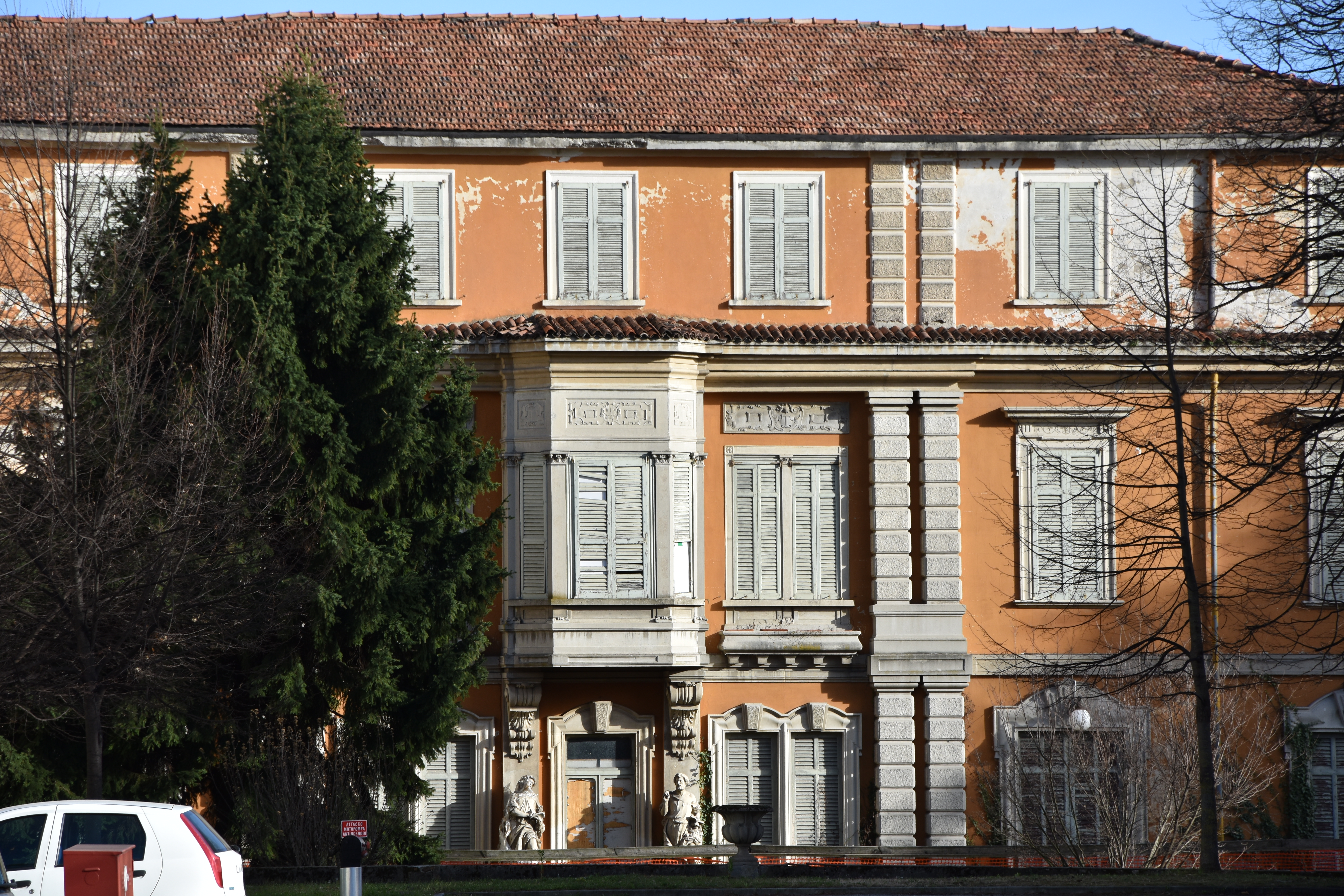
facciata interna
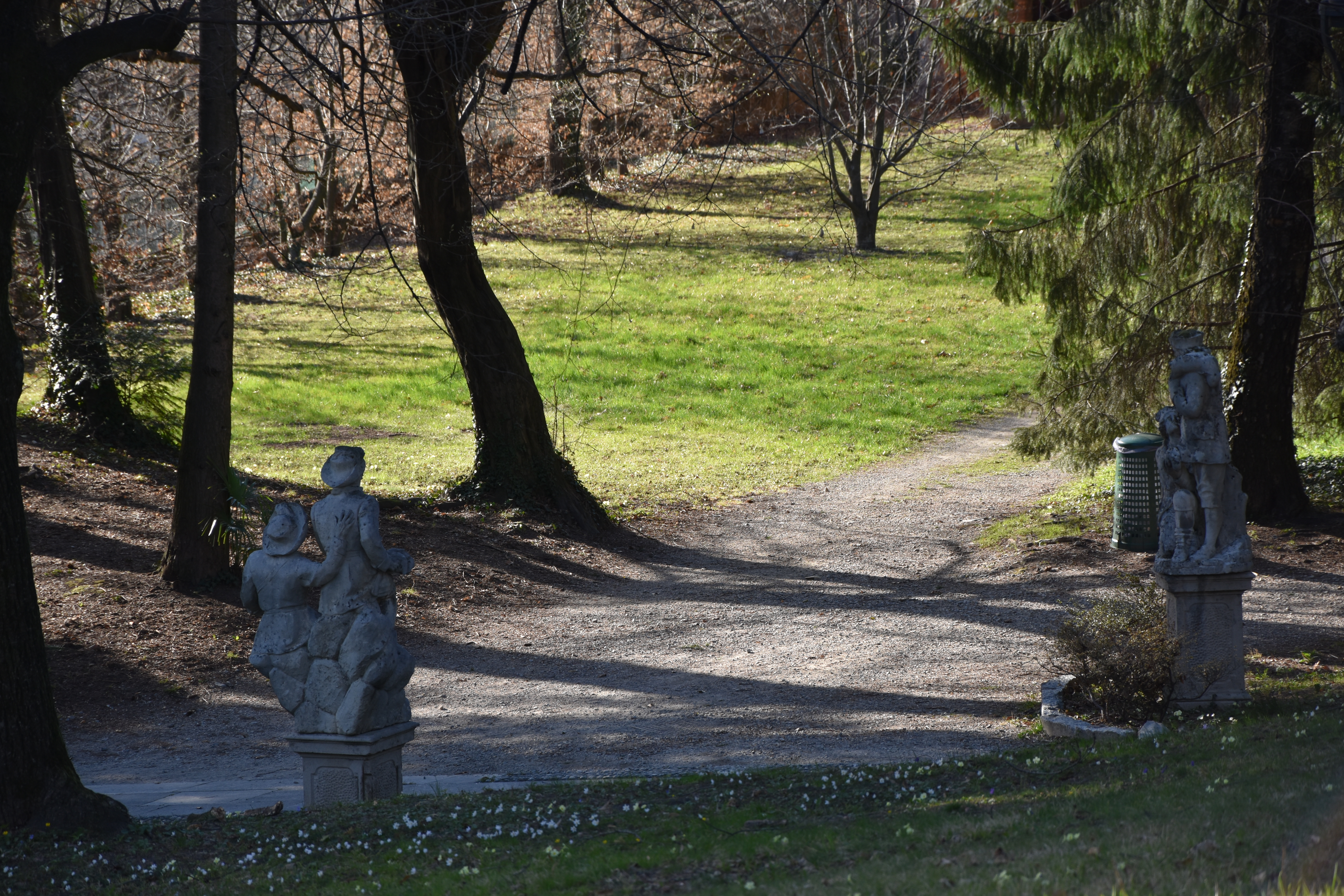
parco